# Ante Iveša
Ante Iveša (Premantura, 3. veljače 1894. – 21. siječnja 1975.), hrvatski političar, novinar i pisac. Rodom iz Premanture. Djelovao u međuratnom razdoblju u Trstu i Zagrebu.

## Životopis
Rođen 1894. godine. U Pazihu pohađao hrvatsku gimnaziju. Maturirao pred rat. U prvom svjetskom ratu ratovao na galicijskom bojištu gdje je prešao Rusima. Dobrovoljačkoj diviziji pridružio se u Odesi. U Moskvi je završko vojničku naobrazbu te je bio vojnik na strani revolucionara do 1921. godine. Nakon toga vratio se u domovinu pa preselio u Trst gdje je vodio istarski centar, svojevrsni hrvatski istarski konzulat. Već prvih godina djelovanja više su ga puta napali fašisti. Uređivao je hrvatske listove svih profila, među ostalim i ženski mjesečnik Vez. Pisao za Istarsku riječ. Fašisti su uskoro zabranili tisak na hrvatskom i slovenskom jeziku te su ga uhitili 1929. i sudili mu 1930. kao neprijatelju države na istom procesu kao i M. Bradamanteu, A. Kukanji, M. Vratoviću i drugima. Osuđen je na četverogodišnji zatvor, a nakon amnestije, učinio je poput brojnih drugih istarskih Hrvata i 1933. emigrirao (izgnan) iz Istre u Zagreb gdje je djelovao u organizacijama hrvatskih emigranata s Istre. Od progona je imao predah do rata, a onda ga je uhitio Gestapo i zatočio u Njemačkoj i Austriji. Pulskoj knjižnici donirao je 1970. godine 26 godišta tjednika «Naša sloga», prvih hrvatskih novina u Istri, glasila koji je bio velika kulturno-povijesna značaja za istarske Hrvate (dr. Ivan Zuccon, dr. Oleg Mandić). Ivešino čuvanje je vjerojatni razlog zašto se ovaj tjednik očuvao, jer su u međuratno vrijeme talijanske vlasti u Istri plijenile i uništavale hrvatske i slovenske publikacije.
Iveša je pisao za "Pazinski memorijal" (Tršćanska hrvatska štampa između dva rata i dr.).

## Vanjske poveznice
- Hrvatski biografski leksikon  Arhivirana inačica izvorne stranice od 27. travnja 2016. (Wayback Machine) Dino Mujadžević (2005): Ante Iveša